# Phrynarachne coerulescens
Phrynarachne coerulescens là một loài nhện trong họ Thomisidae.
Loài này thuộc chi Phrynarachne. Phrynarachne coerulescens được Carl Ludwig Doleschall miêu tả năm 1859.